# Högoms gravfält

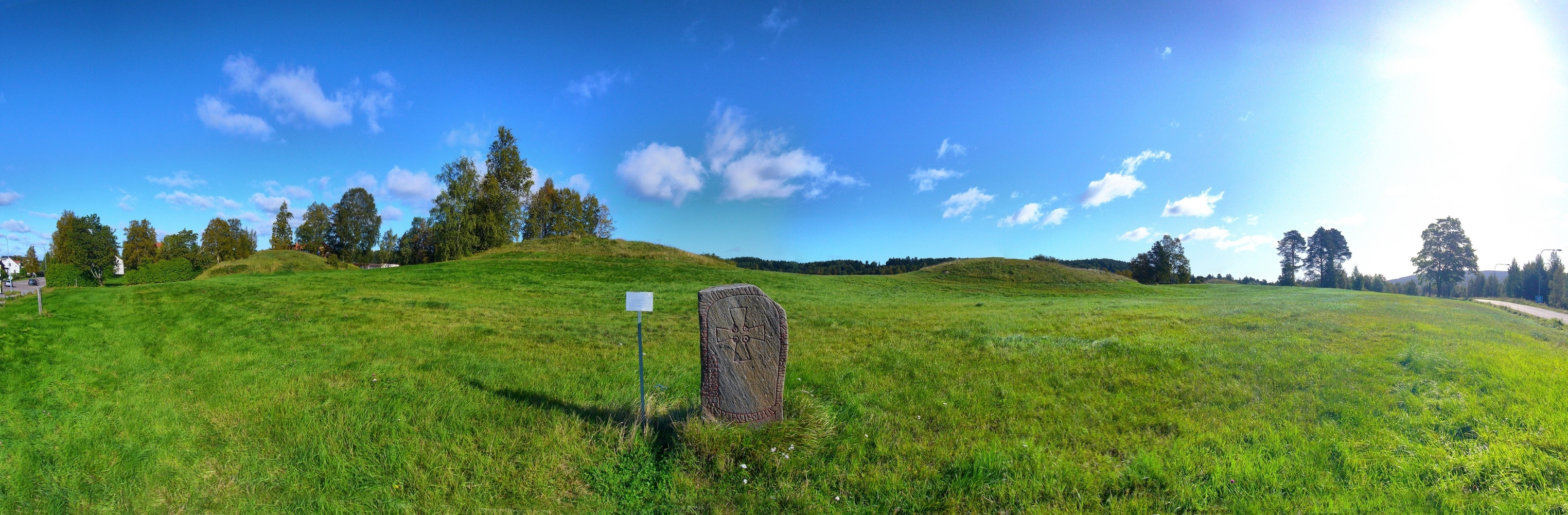
Vy från sydväst. 180 grader panorama. Från vänster: hög nummer ett, två och tre. Hög fyra ligger dold bakom hög tre. Vägen i bildens bägge ändar är riksväg 86.

Högoms gravfält är ett gravfält i Högom, Sundsvall, som mäter 315x190 m och sträcker sig i nordväst- sydostlig riktning  och delvis sönderbyggts. Det består av 10 synliga gravhögar från folkvandringstid, men ursprungligen bestod det av minst 17 gravanläggningar. Fyra högar är närmare 40 meter i diameter och höjden är mellan 4 och 5 meter. Övriga högar är mindre, mellan 5 och 15 meter vida och med höjden 0,3–2 meter. De mindre högarna har anlagts först och storhögarna troligen i ordningen 4, 3, 2 och 1.

## Arkeologiska undersökningar
Utgrävningar av tre av de fyra storhögarna och några mindre gravanläggningar utfördes åren 1949-1960. Då ingen av de undersökta gravarna blivit plundrade var utbytet av utgrävningarna stort. Man fann bl.a. en stormannagrav och lämningar av järnåldersgårdar under högarna vilket gav den arkeologiska forskningen nya utgångspunkter.
Över en av högarna (hög fyra) gick en väg upp till logen till en bondgård som byggts på gravfältet och på hög två var en hästvandring uppförd till en lada som byggts i anslutning till denna. Ett schakt som upptagits i högen i samband med en utgrävning av densamma på slutet av 1600-talet användes som sop- och avfallsgrop. Fältet brukades som åkermark och plöjning skedde runt högarna.
Åren 1944–1947 restaurerades högarna, grustäkter fylldes igen och gården togs bort. Runstenen återfördes till fältet och ställdes upp vid riksvägen. På 1960-talet togs också villor på sluttningen ner mot Selångersån bort, vilket åter knöt samman gravfältet med den gamla handelsvägen upp till Selånger och vidare mot Jämtland och Norge. Längs denna fraktades troligen skinn, järn och bytesvaror som betalning. Både Selångersån och Sundsvallsåsen var viktiga färdvägar i äldre tid. Vid den äldre järnåldern var Högom en udde vid Selångersåns mynning och inloppet till Selångersfjärden  och handelsvägen  kunde kontrolleras härifrån.
Högom var vid denna tid en del av ett norrländskt småkungarike bestående av sju geografiskt åtskilda folkland fördelade längs norrlandskusten och vid Storsjön i Jämtland.  Gravfältet uppvisar stora likheter med det i Bertnem i Norge och gamla Uppsala, varför det är troligt att dessa stått under inflytande av varandra och att de vid denna tid förmodligen var säte för sina respektive småkungadömens ledarskikt. I princip bodde, levde och begravdes tre till fyra generationer småkungar på dessa platser. De sex fornborgar som finns i Medelpad har samband med småkungadömet. Det var bara representanter ur samhällets övre skikt som höglades, en eller två individer per generation. Sannolikt ligger i högarna 4, 2 och 1 tre generationer småkungar. Under 500-talet upplevde småkungadömet en politisk kollaps och hög nummer ett representerar slutet.

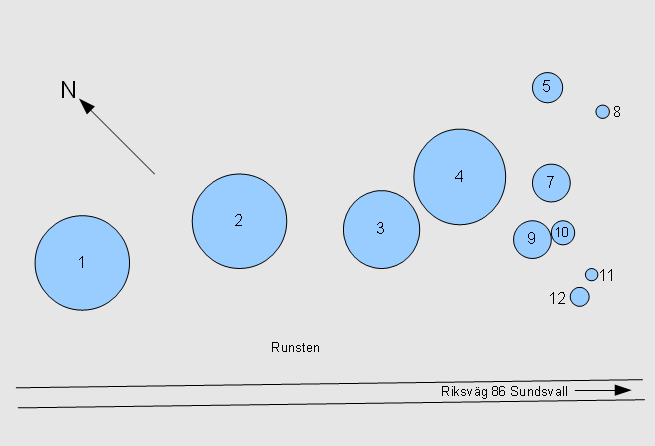
Översikt över gravhögarna.

 Gårdarna tappade sin elitbetonade prägel under vendeltiden det vill säga från 550-talet och fram till vikingatid, och de samhälleliga strukturerna i hela Mellannorrland kollapsade från 600-talet. Tänkbara förklaringar är klimatavvikelsen 535–536 ("Fimbulvintern")  — i norra Sverige beräknas medeltemperaturen under somrarna kring år 536 ha sjunkit dramatiskt med tre till fyra grader  — och eventuellt den påföljande justinianska pesten som började spridas i Europa från 541 och skapade ödeläggelse även i Norden.

## Högarna

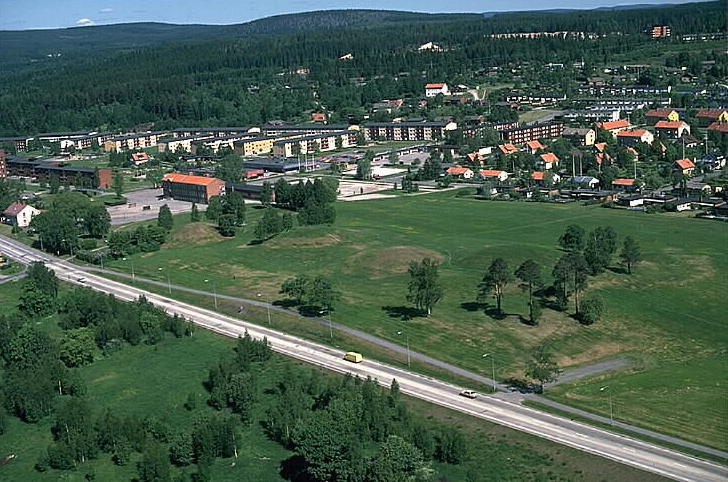
Flygfoto över högarna.

Storhög nummer ett är ännu outgrävd. Den är sannolikt från mitten av 500-talet och markerar slutet på småkungadömet.
Storhög nummer två, hövdingagraven, grävdes ut 1949–1951. Utgrävningsledare var Sverker Jansson och Dagmar Selling. Högen visade sig innehålla ett tre meter högt stenröse, 19 meter i diameter med en rest sten på toppen, en manlig symbol. Under röset låg en kammargrav med måtten 5x2 meter. En uppskattning säger att det tagit 80 personer två månader att bygga gravhögen. Tyngden av sten och jord hade pressat ihop hela kammarkonstruktionen av trä till ett på många ställen inte mer än decimetertjockt lager. Kammaren kunde därför inte undersökas på plats, utan göts in i gips och det omkring nio ton tunga paketet fraktades till Stockholm för undersökning inomhus. Vid röntgen av innehållet avslöjades oväntat en av de innehållsrikaste folkvandringstida gravkamrarna i Europa. Den döde, känd som Högomsmannen, hade lagts på björnskinn och graven innehöll såväl vapen som hästutrustning, redskap, personlig utrustning, klädedräkt, fat, tallrikar och olika kärl. Ofta var föremålen i dubbel uppsättning, två kammar, två saxar, två glas etc. Många föremål var importerade från Europa och västra Skandinavien. Graven kallades hövdingagrav av utgrävarna på grund av det ovanligt rika innehållet och gravhögens storlek. En utgrävning 1984 i en outgrävd del av högen gav vid handen att det under denna ligger rester av flera husgrunder. Högen dateras till omkring år 500.  
Storhög nummer tre grävdes ut 1960, utgrävningsledare var Rolf Petré. Högen saknade påvisbar begravning. Den innehöll ett kärnröse, 4,8 meter i diameter och 1,2 meter högt. Omkring en meter under högens topp låg ett gravklot i form av en rundad sten, 0,5x0,4x0,3 meter i storlek, vilket är en kvinnlig symbol. Högen har uppförts ovanpå resterna av ett nedbrunnet hus, med lämningar av brända människoliknande benrester. Fynd av hårnålar och nålhusrester i två olika delar av huset kan tyda på att två kvinnor innebränts. Efteråt har gravhögen uppförts över resterna. Husgrunden innehöll ovanligt rika fynd. Bland annat satt en benpilspets instucken i flätverket på husets norra vägg. Tolkningen att huset överfallits och sedan stuckits i brand är frestande. Det är sannolikt att huset brunnit ner på 400-talet. Gravhögen ovanpå har däremot inte kunnat dateras, men härrör sig troligen också från samma tid.
Storhög nummer fyra grävdes ut 1956, utgrävningsledare var Margareta Biörnstad. Denna hög innehöll två brandgravar men inget stenröse. Den primära graven innehöll en järnkittel med resterna av den dödes brända ben. Förmodligen var det en vuxen man. Den sekundära graven innehöll även den resterna av en vuxen individ, kanske en kvinna att döma av de gravfynd som åtföljde den döda. Fragment av brända djur fanns också med bland resterna i brandgravarna, bl.a. innehöll båda rester av björnskinn (klor). Under högen låg resterna av ett hus, den bevarade delen av grunden var 18x8,5 meter som bredast. Huset har sannolikt varit knappt 40 meter långt. Högen dateras till åren 400-450 och är troligen den äldsta av storhögarna. 
Hög nummer 5 och 11 grävdes ut 1954, utgrävningsledare var Björn Ambrosiani. Fynden var få, bl.a. hittades en benpilspets av samma typ som den som påträffades under storhög nummer tre. Hög nummer fem kan med stor sannolikhet dateras till äldre järnålder. Detta är också troligt för hög nummer 11.

## Runstenen Högomstenen

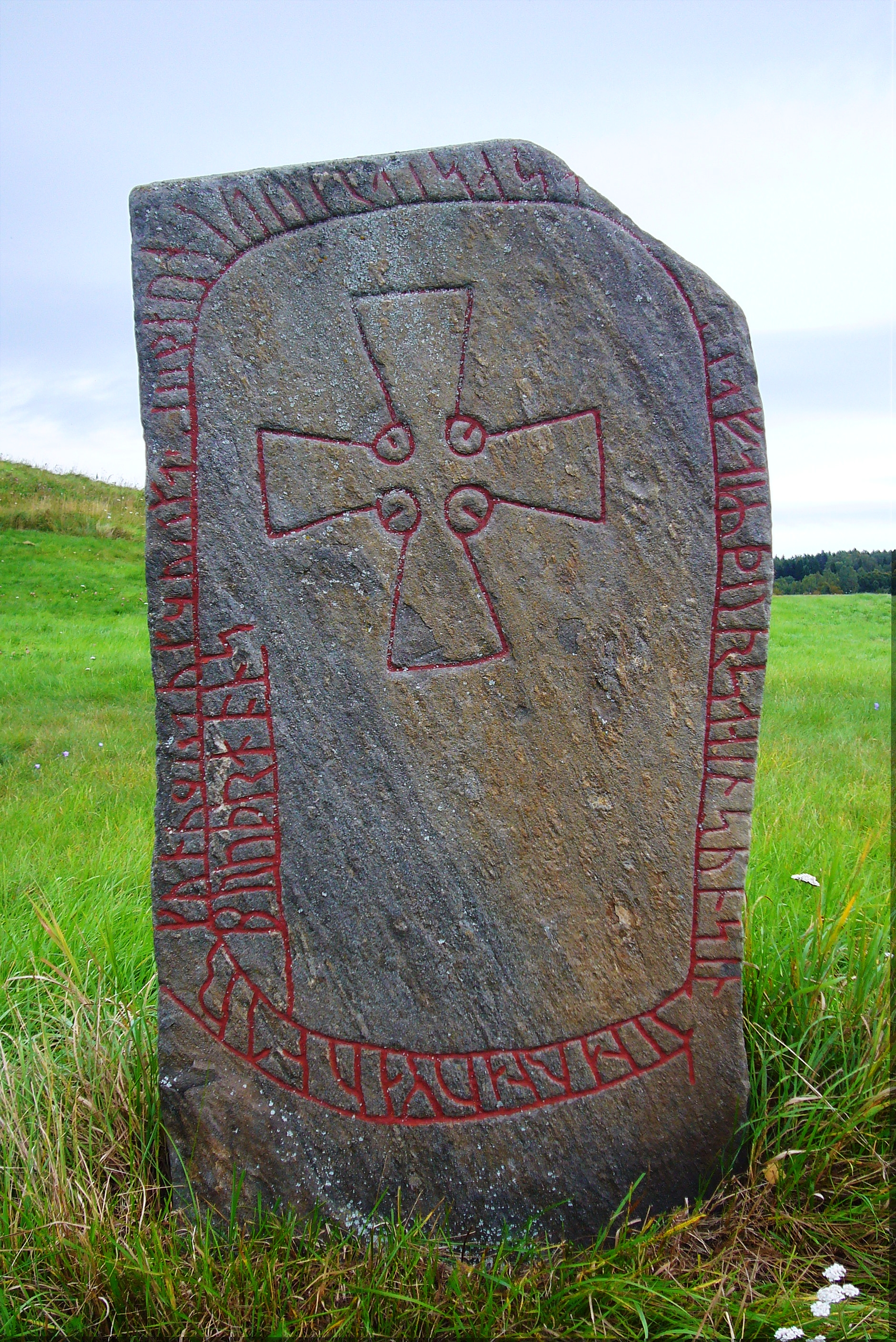
Högomsstenen

Högomstenen är flyttad ett flertal gånger och det är oklart var den stod från början. Vid 1600-talets början anger Bureus stenens plats ”vid Siliånger sund”. Stenen är inte samtida med gravfältet. Platsen var troligen inte bebodd vid tiden för stenen, men inte långt från gravfältet finns gravar som är vikingatida. I Uppland var det vanligt att placera runstenar vid kommunikationsleder, generellt sett är stenen därför inte konstigt placerad. Korset i mitten på stenen visar på ett kristet inflytande. Blandningen av hedniskt och kristet är typiskt för många runstenar. Enligt en teori fungerade runstenar som arvsdokument över stenresarens arv efter den döde. Stenen dateras till järnålder-medeltid.